# Cacia monstrabilis
Cacia monstrabilis là một loài bọ cánh cứng trong họ Cerambycidae.